# Eckehard Ziedrich
Eckehard Ziedrich (auch Ecki Ziedrich; * 7. November 1951 in Tarup (Flensburg)) ist ein deutscher Drehbuchautor und Fernsehregisseur.
Bekannt ist er für allem für seine Drehbücher der Wilsberg-Reihe sowie einiger Folgen  von Marie Brand.

## Filmografie (Auswahl)
- 1985: Der Callboy
- 1989: Singles (auch Regisseur)
- 1990: Café Europa
- 1995: Ich, der Boß
- 1995: Mord an der roten Rita (auch Regisseur)
- 1995: Zoff und Zärtlichkeit (nur Regisseur)
- 1996: Nadine, nackt im Bistro (auch Regisseur)
- 1996: Tresko – Der Maulwurf
- 1997: Joy Fieldings Mörderischer Sommer
- 1997: Vergewaltigt – Die Wahrheit und andere Lügen
- 1999: JETS – Leben am Limit (Serie, eine Folge)
- 1999: Bangkok – Ein Mädchen verschwindet
- 1999: Callboys – Jede Lust hat ihren Preis
- 1999: Die hohe Kunst des Seitensprungs
- 1999: Pilot
- 2001: Stan Becker – Ohne wenn und aber
- 2002: Verhexte Hochzeit
- 2006: Wilsberg – Callgirls
- 2007: Wilsberg – Die Wiedertäufer
- 2008: Wilsberg – Filmriss
- 2009: Marie Brand und die Nacht der Vergeltung
- 2009: Wilsberg – Oh du tödliche…
- 2010: Wilsberg – Gefahr im Verzug
- 2011: Marie Brand und der Sündenfall
- 2011: Marie Brand und die letzte Fahrt
- 2011: Wilsberg – Tote Hose
- 2012–2013: Ein Fall für zwei (Serie, drei Folgen)
- 2013: Wilsberg – Die Entführung
- 2013: Wilsberg – Gegen den Strom
- 2014: Marie Brand und das Mädchen im Ring
- 2016: Wilsberg – Tod im Supermarkt
- 2018: Wilsberg – Prognose Mord
- 2019: Wilsberg – Schutzengel
- 2024: Wilsberg – Ein Detektiv und Gentleman